# Raising the Flag on Iwo Jima

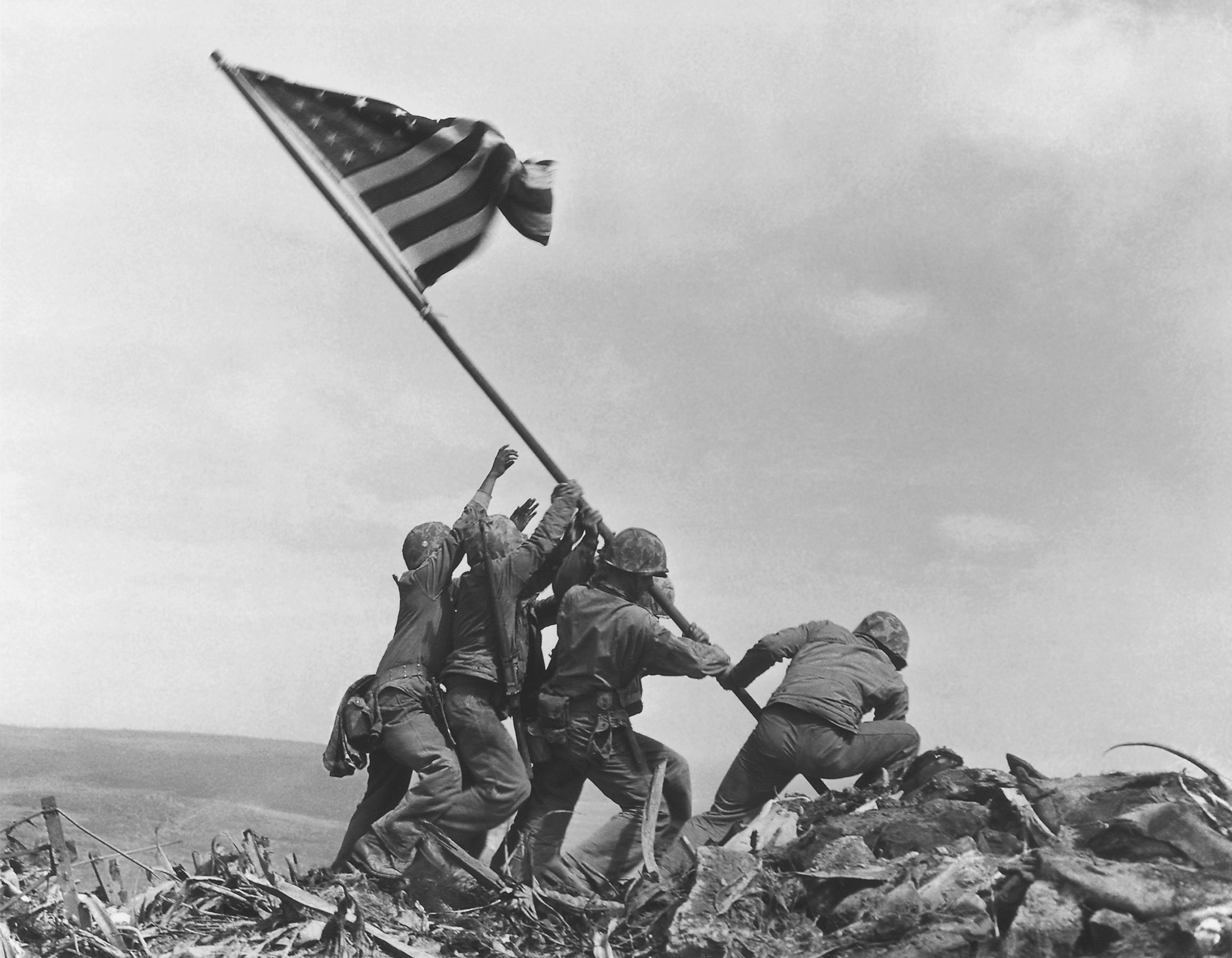
Raising the Flag on Iwo Jima, Joe Rosenthal / Associated Press

Raising the Flag on Iwo Jima (in italiano traducibile come "Alzabandiera a Iwo Jima") è il titolo di una celebre fotografia scattata dal fotografo della Associated Press Joe Rosenthal il 23 febbraio 1945, durante la seconda guerra mondiale, nella battaglia sull’isola omonima: lo scatto ritrae sei militari statunitensi (cinque appartenenti allo United States Marine Corps e un assistente di sanità della United States Navy) ripresi nell'atto di issare la bandiera degli Stati Uniti d'America sulla vetta del monte Suribachi a Iwo Jima, appena conquistato alla guarnigione giapponese.
La foto ottenne subito un vasto successo in patria e una grande popolarità: vincitrice del Premio Pulitzer alla fotografia nel 1945, l'immagine fu posta al centro di una estesa campagna propagandistica per sostenere lo sforzo bellico degli Stati Uniti, venendo subito riprodotta e diffusa in svariati formati e ottenendo un'immediata popolarità. Dopo la guerra, l'immagine fu presa a modello dallo scultore Felix de Weldon per la realizzazione del Marine Corps War Memorial, inaugurato nel 1954 e posto nelle vicinanze del Cimitero nazionale di Arlington, presso Washington.
Dei sei militari ripresi nella foto, Harlon Block (confuso fino al 1947 con Hank Hansen), Franklin Sousley e Michael Strank rimasero uccisi a Iwo Jima nei giorni seguenti allo scatto, mentre i marines René Gagnon, Ira Hayes e l'assistente di sanità John Bradley furono richiamati in patria e posti al centro della campagna propagandistica legata alla fotografia. Nel 2016 il Corpo dei Marines ha ufficializzato che tra i sei uomini immortalati nella foto, Bradley fu scambiato con il soldato di prima classe Harold Schultz, mentre il 16 ottobre 2019 è stato annunciato che il militare fino ad allora identificato con René Gagnon era in realtà il caporale dei marine Harold Keller.

## Contesti

### Contesto bellico

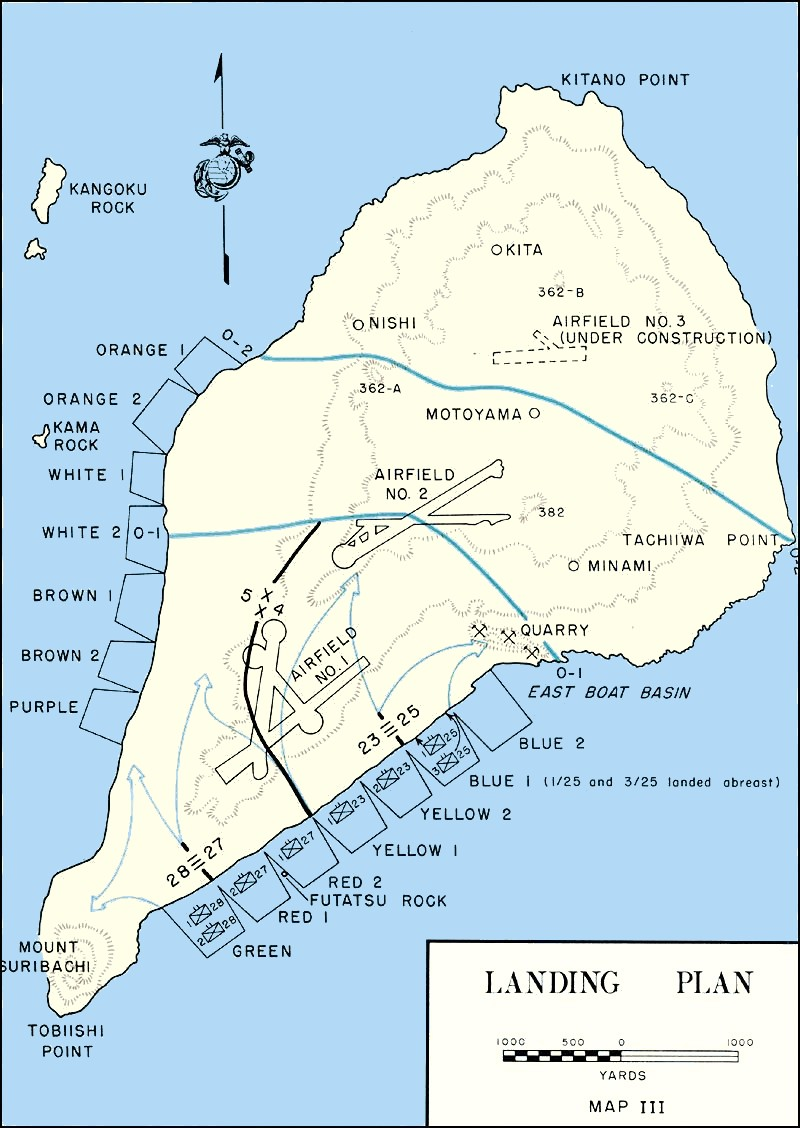
Il piano operativo americano: sono visibili le spiagge di sbarco e le zone che avrebbero potuto essere utilizzate per un ulteriore attacco via mare

A partire dalla fine del 1944 per il Giappone subentrò una situazione difficile, che pose fine a quei giorni di gloria che erano iniziati con l'attacco di Pearl Harbor e la relativa vittoria nipponica. Di conseguenza, date le disastrate condizioni economico-militari, il Giappone fece affidamento soprattutto sui kamikaze per danneggiare la marina militare statunitense e per rinviare lo sbarco sul territorio nazionale, ritenuto ormai prossimo. Inoltre venne presa la decisione di fortificare alcune isole, tra le quali rientra anche la piccola isola di Iwo Jima, per tentare in loco l'arresto dell'implacabile avanzata avversaria.
Tuttavia il 19 febbraio 1945, secondo i dettami della strategia «del gioco a cavalluccio», gli Stati Uniti invasero Iwo Jima. Quest'ultima è un'isola vulcanica ubicata a metà strada tra il Giappone e le Isole Marianne (dove era stato già attuato una massiccio dispiegamento  di bombardieri a lungo raggio); in origine l'isola era utilizzata dai giapponesi come una stazione d'avvistamento, da cui veniva trasmesso via radio l'allarme di bombardamenti in arrivo. L'isola, che rivestiva un notevole interesse per entrambi gli schieramenti, era stata quindi trasformata in una vera e propria fortezza che diventò poi teatro di una violenta battaglia tra l'esercito statunitense e quello nipponico che si concluse solo il 26 marzo 1945, quando quasi tutta la guarnigione giapponese fu annichilita. Gli americani, dopo aver invaso l'isola, convertirono il suo scopo d'uso e la trasformarono in una struttura d'emergenza attrezzata per l'atterraggio di bombardieri danneggiati.

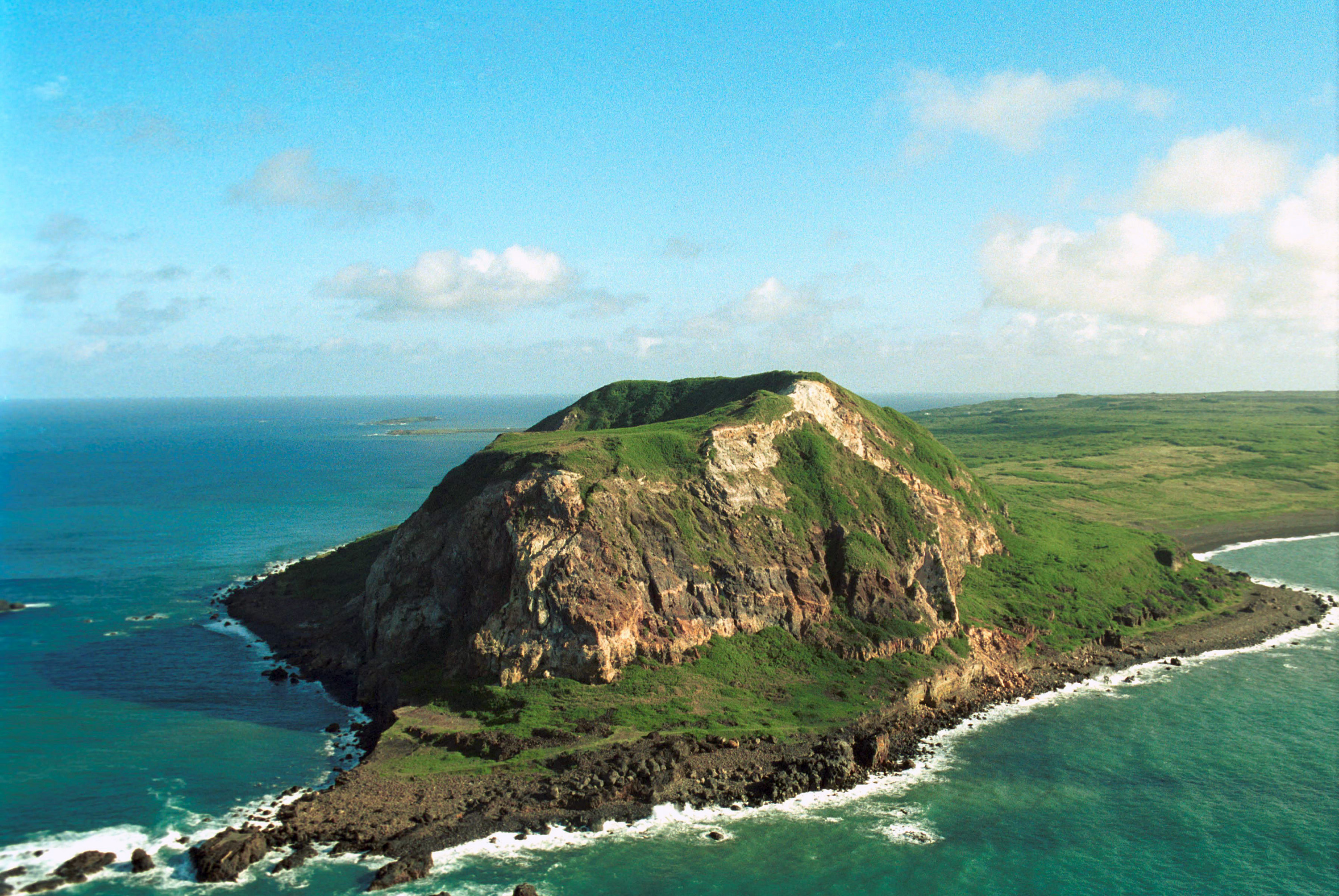
Il monte Suribachi, di 166 metri, domina l'isola di Iwo Jima

### Contesto geografico
Iwo Jima è un'isola vulcanica facente parte dell'arcipelago delle Ogasawara, lunga 8 chilometri e larga 4; la sua forma, paragonata dai Marines a quella di una «grande braciola di maiale grigia», richiama quella di un trapezoide, nella cui parte meridionale è ubicato il monte Suribachi, che si eleva a 166 metri. La parte settentrionale è invece occupata da un vasto altopiano, il Motoyama, a 90 metri circa sul livello del mare.
In realtà, il reale nome dell'isolotto è Iōjima, termine giapponese che sta per «isola di zolfo», riferendosi naturalmente alla sua composizione minerale. Infatti, la corrente denominazione è frutto di un errore della marina giapponese, che l'ha erroneamente chiamata Iwo Jima (con shima → jima): il toponimo, tuttavia, divenne talmente famoso da esser stato utilizzato anche dalle forze armate americane durante le operazioni di battaglia. Di conseguenza, l'isola venne ribattezzata con il nome più utilizzato, non senza le proteste degli ex nativi.

### Il fotografo: Joe Rosenthal

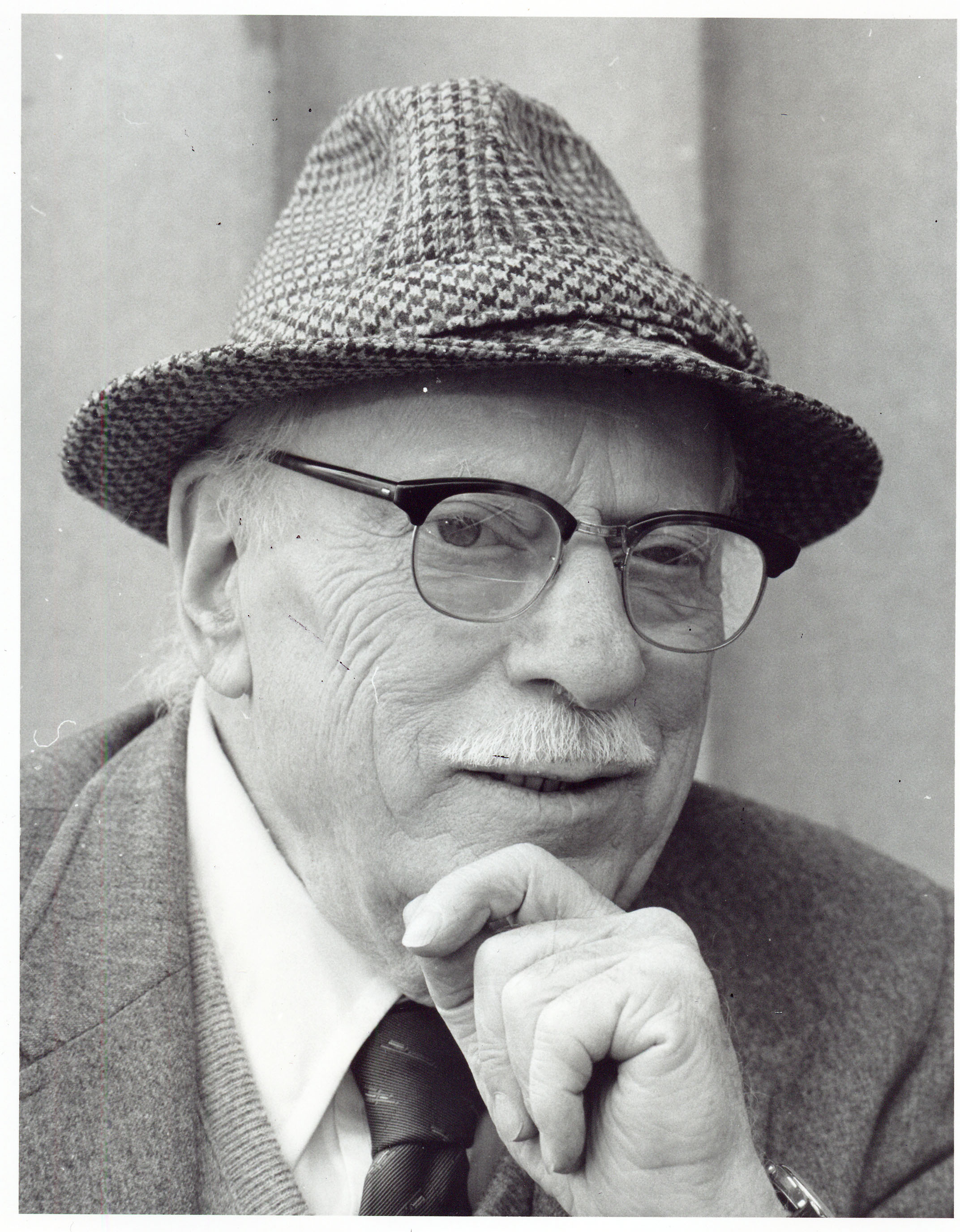
Primo piano di Rosenthal

Il 23 febbraio 1945, quando è stata scattata la celebre foto, dietro la fotocamera vi era Joe Rosenthal, nato il 9 ottobre 1911 a Washington. Rosenthal si interessò molto alla fotografia durante la Grande depressione a San Francisco, dove si trasferì con il fratello in cerca di lavoro. Nel 1944, dopo un rifiuto da parte dell'U.S. Army a causa delle scarse condizioni in cui versava la sua vista, venne assunto dall'Associated Press per documentare gli spostamenti degli United States Marine Corps durante il conflitto. La sua vita cambiò radicalmente dopo il suo ritorno in America, dopo lo scatto di Raising the Flag on Iwo Jima: da fotoreporter quasi totalmente ignoto divenne infatti quasi una celebrità, ricevendo un aumento di stipendio ed essendo insignito del Premio Pulitzer per la fotografia nel 1945.

## Storia

### La conquista del Suribachi

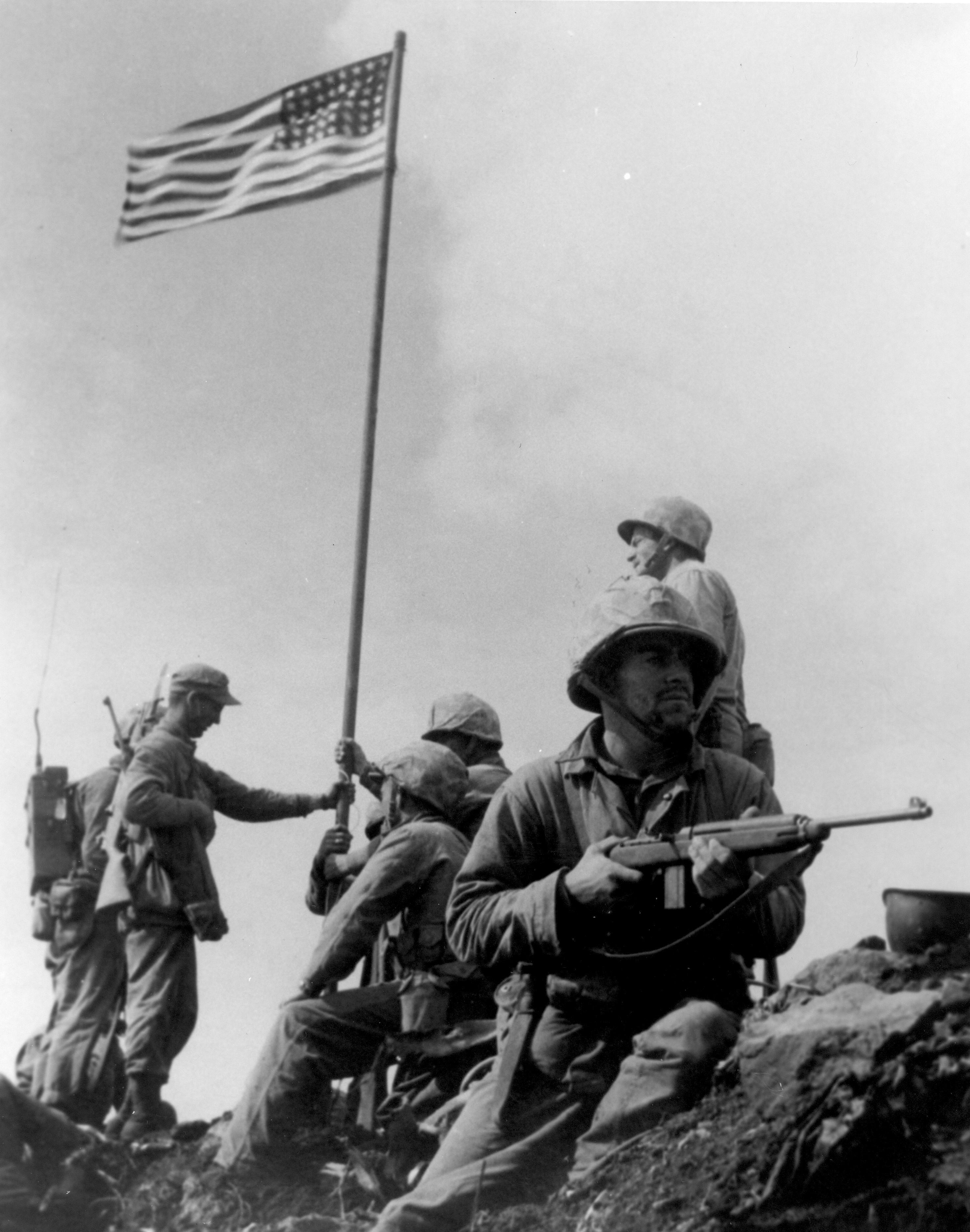
Foto scattata da Louis R. Lowery poco dopo il primo alzabandiera sul Suribachi

Il monte Suribachi costituì quindi uno dei primi obiettivi da conquistare per la forza statunitense sbarcata sull'isola il 19 febbraio 1945: i marines furono immediatamente coinvolti in una sanguinosa guerra di logoramento da parte della guarnigione giapponese, ma entro il primo giorno riuscirono a isolare il Suribachi dal resto delle difese nemiche; nascosti in bunker e caverne, i giapponesi continuarono a opporre una durissima resistenza, contendendo ai marines ogni palmo di terreno.
Dopo essere stato pesantemente bombardato dalle navi e dagli aerei statunitensi, il Suribachi fu infine espugnato la mattina del 23 febbraio, quarto giorno di battaglia: il tenente colonnello Chandler Johnson, comandante del 2º Battaglione del 28º Reggimento marines, inviò due pattuglie prelevate dalle compagnie D e F a esplorare la strada che dal versante nord del monte s'inerpicava fin sulla cima; constatata che la resistenza giapponese era debole, il colonnello ordinò al primo tenente Harold G. Schrier di mettere assieme un contingente di 40 uomini e di portarlo fin sulla vetta del Suribachi. Johnson consegnò a Schrier una bandiera statunitense, un'insegna da 140×71 centimetri presa dalla nave da trasporto USS Missoula (l'unità che aveva portato il 2º Battaglione a Iwo Jima), chiedendogli di issarla una volta in vetta.

Ricostruzione della posizione dei sei marine che alzarono la seconda bandiera: Ira Hayes, Harold Schultz, Michael Strank (†), Franklin Sousley (†), Harold Keller e Harlon Block (†)
(†) = uccisi a Iwo Jima nei giorni successivi allo scatto

Il contingente di Schrier si mise in marcia verso le 08:00, salendo con difficoltà la strada per il monte ma incontrando poca resistenza da parte del nemico; intorno alle 10:00 i marine arrivarono sull'orlo del cratere del Suribachi, dove dovettero sostenere un breve combattimento contro alcuni giapponesi. Eliminata anche questa resistenza, intorno alle 10:20 Schrier e il sergente Henry Oliver Hansen innalzarono la bandiera a stelle e strisce sul Suribachi, dopo averla fissata a un lungo tubo metallico rinvenuto sul luogo; lo staff sergeant Louis R. Lowery, un fotografo della rivista Leatherneck Magazine (il giornale ufficiale del Corpo dei marines), immortalò per primo la scena.
Questo primo alzabandiera fu salutato dalle grida di gioia dei marines sulle spiagge e dalle sirene delle navi al largo dell'isola; appena sbarcato su Iwo Jima, il Segretario alla Marina James Vincent Forrestal notò la bandiera e chiese che gli venisse consegnata come ricordo: informato di ciò, il colonnello Johnson si rifiutò di obbedire e chiese al tenente Albert Tuttle di rimpiazzare la bandiera con una seconda insegna, in modo che la prima rimanesse al 2º Battaglione. Tuttle recuperò una bandiera statunitense di 2,4×1,4 metri dalla nave da sbarco carri armati USS LST-779, e la diede a una pattuglia di marine perché fosse portata in vetta.

### La foto di Rosenthal
Nel frattempo, quella stessa mattina il fotografo della Associated Press (AP) Joe Rosenthal, accompagnato dal corrispondente Bill Hippie, prese terra a Iwo Jima; i due si recarono al quartier generale del 28º Reggimento e qui appresero della missione di Schrier: Rosenthal, insieme al fotografo Bob Campbell e al cineoperatore Bill Genaust, si avviò quindi alla volta del Suribachi. Circa a metà strada i tre incontrarono Lowery, diretto in senso opposto, che li informò della sua foto scattata al primo alzabandiera, ma Rosenthal decise di continuare; giunti in vetta, trovarono la pattuglia del sergente Michael Strank intenta ad ammainare la prima bandiera e a issare la seconda: mentre Genaust riprendeva tutta la scena, Rosenthal scattò con la sua macchina Speed Graphic un'istantanea proprio mentre i sei marine alzavano il palo con la seconda bandiera. Rosenthal e Campbell scattarono altre foto dei marine esultanti in posa sotto la bandiera, prima di scendere dal Suribachi.

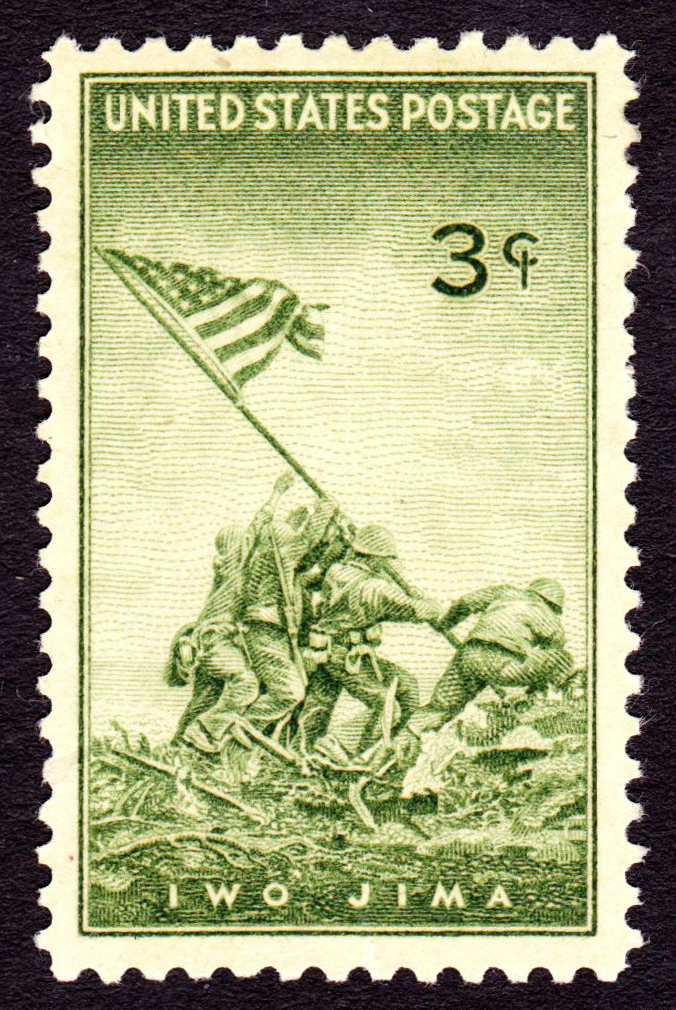
La foto di Rosenthal ritratta su un francobollo statunitense da 3 cent

Rientrato sulla nave da trasporto USS Eldorado, Rosenthal affidò il rullino della giornata all'aereo postale che faceva la spola con la base di Guam: qui il tecnico George Tjaden sviluppò la fotografia e la mostrò all'editor della AP John Bodkin, che ne riconobbe subito l'alta carica simbolica; lo scatto fu radiotrasmesso alla sede della AP di New York che lo pubblicò immediatamente, comparendo sui giornali appena diciassette ore e mezzo dopo la sua realizzazione (un tempo molto breve per gli standard dell'epoca). La foto riscosse subito un enorme successo tra l'opinione pubblica, e fu più volte ristampata in più formati: fu emessa una tiratura di francobolli da tre cent che la ritraeva, oltre a comparire su circa 3 milioni e mezzo di poster e 175 000 adesivi per auto.
Paradossalmente, lo stesso Rosenthal non vide la foto che aveva scattato se non nove giorni dopo, quando rientrò a Guam: quando i suoi superiori gli chiesero se la foto era stata realizzata mettendo gli uomini in posa Rosenthal fraintese e rispose di sì, pensando che essi si stessero riferendo alle fotografie dei marine esultanti scattate dopo l'alzabandiera; benché il filmato realizzato in contemporanea da Genaust dimostrasse la genuinità dello scatto, l'iniziale fraintendimento di Rosenthal alimentò poi varie accuse che la fotografia fosse stata preparata a tavolino. Per il suo scatto Joe Rosenthal ottenne nel 1945 il Premio Pulitzer alla fotografia.

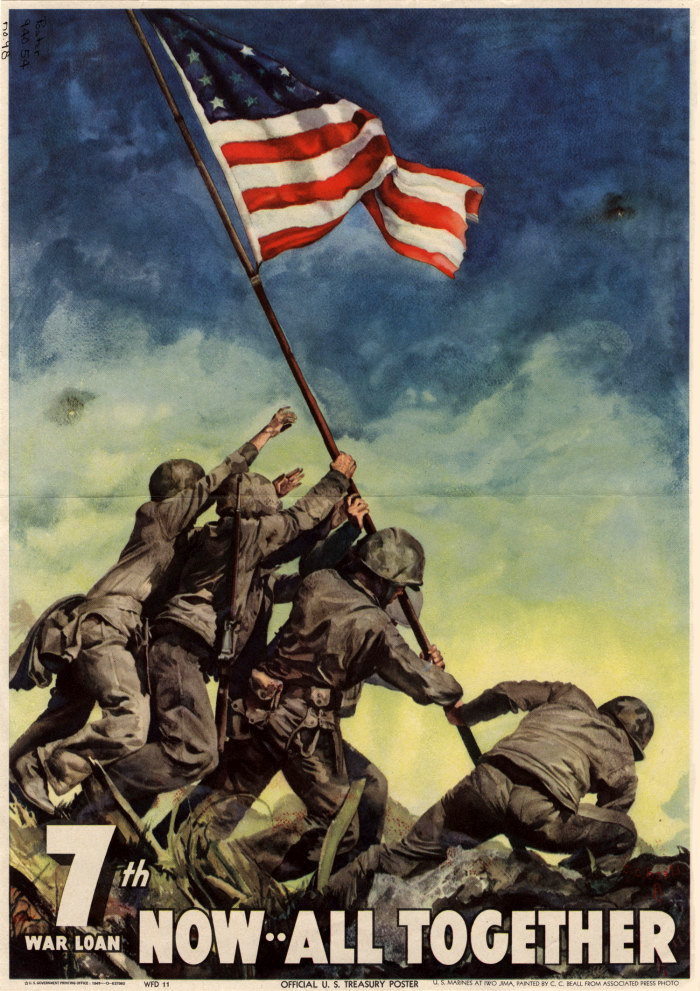
La foto ritratta su un poster a sostegno del settimo prestito di guerra richiesto dal governo statunitense; lo scatto originale era in bianco e nero

L'enorme popolarità della foto spinse il governo statunitense a metterla al centro di una vasta campagna propagandistica a favore del settimo prestito di guerra nazionale. Fu subito richiesto che i sei uomini ritratti nello scatto fossero fatti rientrare in patria per prendere parte alla campagna, anche se per tre di loro la richiesta arrivò troppo tardi: il sergente Michael Strank e il caporale Harlon Block furono uccisi a Iwo Jima il 1º marzo 1945 a poche ore di distanza l'uno dall'altro da colpi di artiglieria, mentre il soldato di prima classe Franklin Sousley fu colpito e ucciso da un tiratore scelto sempre a Iwo Jima il 21 marzo seguente.
Degli altri tre, il caporale Ira Hayes (un indiano Pima) ebbe gravi problemi di alcolismo (causati anche dalla soffocante campagna pubblicitaria a cui fu sottoposto), e morì nel 1955 a 32 anni d'età; l'assistente di sanità John Bradley morì a 70 anni nel gennaio del 1994, mentre il caporale René Gagnon morì nel 1979 all'età di 54 anni. I tre furono seppelliti nel Cimitero nazionale di Arlington, vicino a Washington, non prima di aver posato di persona per lo scultore Felix de Weldon che realizzò una copia in bronzo e a grandezza naturale dell'alzabandiera (i volti dei tre caduti furono ricostruiti a partire da fotografie dell'epoca); la statua divenne poi il centro del Marine Corps War Memorial, inaugurato il 10 novembre 1954.

## Lascito
Come già accennato, la foto ha vinto nel 1945 il Premio Pulitzer per la fotografia, in quanto «raffigura uno dei momenti più grandiosi della guerra».
De Weldon, citato nel corpo della citazione, fu infatti commissionato nel 1951 per la realizzazione di un monumento commemorativo ai Marines. Lo scultore austriaco e le sue centinaia di assistenti impiegarono tre anni per portare a termine l'opera. I tre soldati sopravvissuti vennero direttamente chiamare per posare per de Weldon; gli altri tre, che invece erano morti nei giorni successivi allo scatto, vennero invece plasmati prendendo la fotografia a modello.
Al 2014 la foto originaria è posseduta da Roy H. Williams, che l'ha acquistata dalla proprietà di John Faber (storico ufficiale della National Press Photographers Association), che a sua volta l'ha ricevuta dallo stesso Rosenthal. Le bandiere di entrambe le issate, invece, sono conservate nel National Museum of the Marine Corps, ubicato nella città di Quantico, in Virginia.
Come detto in precedenza la foto di Rosenthal riprende il secondo alzabandiera, mentre è quasi del tutto dimenticata la foto di Louis R. Lowery che riprende l'evento originale. Questo fatto ha portato a reazioni di risentimento da parte dei combattenti che, rimasti esclusi dalla seconda issata, presero invece parte alla prima issata. Ne è l'esempio Charles W. Lindberg, che si lamentava del fatto che, quando rendeva nota la sua partecipazione alla realizzazione della foto, «era terribile» perché veniva «apostrofato bugiardo e ancor di più».